# Monocotiledoni
Le monocotiledoni sono un raggruppamento di piante angiosperme caratterizzate da un embrione dotato di un solo cotiledone (o foglia embrionale). Questo carattere le differenzia dalle dicotiledoni, che tipicamente possiedono due cotiledoni.
Il raggruppamento figurava come  Monocotyledoneae nel sistema Engler, come Monocotyledones nella classificazione di Wettstein e come Liliopsida nel sistema Cronquist. La moderna classificazione APG IV riconosce il clade monocotiledoni come raggruppamento monofiletico (in inglese monocots). Le monocotiledoni comprendono numerose piante di interesse economico e alimentare.
Sono tutte piante erbacee (eccetto le palme) e sono distribuite su gran parte della biosfera. La più grande famiglia di monocotiledoni è quella delle Orchidacee (orchidee), dotate di fiori molto complessi (e sorprendenti) come adattamento all'impollinazione da parte di insetti specifici. La seconda famiglia per numero di specie, ma probabilmente la più notevole in relazione all'utilizzo umano e animale, è quella delle Poaceae (o Gramineae). Le piante che la compongono si sono evolute in una direzione differente, specializzandosi per un'impollinazione mediata dal vento; producono piccoli fiori riuniti in infiorescenze (spighe o pannocchie) ben visibili.
Le monocotiledoni sono un gruppo originatosi precocemente nella storia delle angiosperme. I fossili più antichi risalgono all'inizio del periodo Cretaceo. La loro comparsa sulla Terra ha dato origine a un nuovo bioma: la prateria. Ciò ha comportato lo sviluppo di nuovi gruppi di animali, come ad esempio gli equini.

## Descrizione
Nonostante il significato del termine descrittivo, il numero dei cotiledoni non è una caratteristica costante né attendibile per distinguere le piante appartenenti ai due gruppi. Uno dei caratteri più facilmente osservabili è il fatto che il fiore delle monocotiledoni è trimero: le parti fiorali, cioè, sono in numero di tre o multipli di tre. Ad esempio, un fiore di monocotiledone può avere 3, 6 o 9 petali. La porzione esterna del fiore è formata da un perigonio, costituito da tepali.
Inoltre, la maggior parte delle monocotiledoni hanno le foglie con nervature parallele (parallelinervie), di forma allungata e spesso amplessicauli.

### Differenze con le dicotiledoni
Le caratteristiche distintive principali sono elencate di seguito:
Semi: l'embrione delle monocotiledoni ha un cotiledone mentre quello delle dicotiledoni ne ha due.
Fiori: i verticilli sterili (calice, corolla) del fiore nelle monocotiledoni sono in numero di tre o multipli di tre, mentre nelle dicotiledoni sono variabili (per lo più quattro o cinque o loro multipli).
Fusti: nelle monocotiledoni, i fasci cribro-vascolari del fusto sono disposti in apparente disordine formando una atactosostele, mentre nelle dicotiledoni sono disposti ad anello tutto intorno al fusto, formando una eustele.
Pollini: nelle monocotiledoni, i granuli pollinici sono monocolpati (hanno un solco o poro), mentre nelle dicotiledoni ne hanno tre.
Radici: le radici delle monocotiledoni sono avventizie, mentre nelle dicotiledoni si sviluppano dalla radichetta embrionale che permane durante la vita della pianta.
Foglie: nelle monocotiledoni, le nervature principali delle foglie sono parallele, mentre nelle dicotiledoni sono reticolate.

## Tassonomia
Le monocotiledoni sono state riconosciute come un gruppo naturale sin dal XVI secolo quando Lobelius (1571), alla ricerca di una caratteristica per raggruppare le piante, scelse la forma delle foglie e la loro venatura. Osservò che la maggioranza delle piante aveva foglie larghe con venature simili a reti, ma un gruppo più piccolo era costituito da piante simili a erba con lunghe vene parallele. Nel fare ciò ha praticamente distinto tra dicotiledoni e monocotiledoni, sebbene non avesse assegnato nomi formali per i due gruppi.
La descrizione formale risale agli studi di John Ray sulla struttura dei semi nel XVII secolo. Ray, che è spesso considerato il primo sistematista botanico, ha osservato la dicotomia della struttura del cotiledone nell'esame dei semi. Riferì le sue scoperte in un documento letto alla Royal Society il 17 dicembre 1674, intitolato "Un discorso sui semi delle piante". Dal momento che l'articolo di Ray è apparso un anno prima della pubblicazione dell'Anatome Plantarum di Malpighi (1675-1679), Ray ha priorità di pubblicazione. All'epoca, Ray non si rese completamente conto dell'importanza della sua scoperta ma la sviluppò progressivamente in pubblicazioni successive. Malpighi e Ray conoscevano i rispettivi lavori e Malpighi nel descrivere le stesse strutture introdusse il termine cotiledone, che Ray adottò nei suoi scritti successivi.

### Sistema Cronquist
La classificazione tradizionale secondo il sistema Cronquist suddivideva la classe Liliopsida in cinque sottoclassi:
- Sottoclasse Alismatidae
  - Ordine Alismatales
  - Ordine Hydrocharitales
  - Ordine Najadales
  - Ordine Triuridales
- Sottoclasse Arecidae
  - Ordine Arecales
  - Ordine Cyclanthales
  - Ordine Pandanales
  - Ordine Arales
- Sottoclasse Commelinidae
  - Ordine Commelinales
  - Ordine Eriocaulales
  - Ordine Restionales
  - Ordine Juncales
  - Ordine Cyperales
  - Ordine Hydatellales
  - Ordine Typhales
- Sottoclasse Zingiberidae
  - Ordine Bromeliales
  - Ordine Zingiberales
- Sottoclasse Liliidae
  - Ordine Liliales
  - Ordine Orchidales

### Classificazione APG IV
La moderna classificazione APG IV (2016) assegna al clade monocotiledoni i seguenti ordini e famiglie:
- Ordine Acorales Mart.
  - Acoraceae Martinov
- Ordine Alismatales R. Br. ex Bercht. & J. Presl
  - Araceae Juss.
  - Tofieldiaceae Takht.
  - Alismataceae Vent.
  - Butomaceae Mirb.
  - Hydrocharitaceae Juss.
  - Scheuchzeriaceae F. Rudolphi
  - Aponogetonaceae Planch.
  - Juncaginaceae Rich.
  - Maundiaceae Nakai
  - Zosteraceae Dumort.
  - Potamogetonaceae Bercht. & J. Presl, nom. cons
  - Posidoniaceae Vines
  - Ruppiaceae Horan.
  - Cymodoceaceae Vines
- Ordine Petrosaviales Takht.
  - Petrosaviaceae Hutch.
- Ordine Dioscoreales Mart.
  - Nartheciaceae Fr. ex Bjurzon
  - Burmanniaceae Blume
  - Dioscoreaceae R. Br.
- Ordine Pandanales R. Br. ex Bercht. & J. Presl
  - Triuridaceae Gardner
  - Velloziaceae J. Agardh
  - Stemonaceae Caruel
  - Cyclanthaceae Poit. ex A. Rich.
  - Pandanaceae R. Br.
- Ordine Liliales Perleb
  - Campynemataceae Dumort.
  - Corsiaceae Becc.
  - Melanthiaceae Batsch ex Borkh.
  - Petermanniaceae Hutch
  - Alstroemeriaceae Dumort.
  - Colchicaceae DC.
  - Philesiaceae Dumort.
  - Ripogonaceae Conran & Clifford
  - Smilacaceae Vent.
  - Liliaceae Juss.
- Ordine Asparagales Link
  - Orchidaceae Juss.
  - Boryaceae M. W. Chase et al.
  - Blandfordiaceae R. Dahlgren & Clifford
  - Asteliaceae Dumort.
  - Lanariaceae H. Huber ex R. Dahlgren
  - Hypoxidaceae R.Br.
  - Doryanthaceae R. Dahlgren & Clifford
  - Ixioliriaceae Nakai
  - Tecophilaeaceae Leyb.
  - Iridaceae Juss.
  - Xeronemataceae M. W. Chase et al.
  - Asphodelaceae Juss. prop.
  - Amaryllidaceae J. St.-Hil.
  - Asparagaceae Juss.

clade Commelinidi
- Ordine Arecales Bromhead
  - Dasypogonaceae Dumort.
  - Arecaceae Bercht. & J. Presl
- Ordine Commelinales Mirb. ex Bercht. & J. Presl
  - Hanguanaceae Airy Shaw
  - Commelinaceae Mirb.
  - Philydraceae Link
  - Pontederiaceae Kunth
  - Haemodoraceae R. Br.
- Ordine Zingiberales Griseb.
  - Strelitziaceae Hutch.
  - Lowiaceae Ridl.
  - Heliconiaceae Vines
  - Musaceae Juss.
  - Cannaceae Juss.
  - Marantaceae R. Br.
  - Costaceae Nakai
  - Zingiberaceae Martinov
- Ordine Poales Small
  - Typhaceae Juss.
  - Bromeliaceae Juss.
  - Rapateaceae Dumort.
  - Xyridaceae C. Agardh
  - Eriocaulaceae Martinov
  - Mayacaceae Kunth
  - Thurniaceae Engl.
  - Juncaceae Juss.
  - Cyperaceae Juss.
  - Restionaceae R. Br.
  - Flagellariaceae Dumort.
  - Joinvilleaceae Toml. & A. C. Sm.
  - Ecdeiocoleaceae D. W. Cutler & Airy Shaw
  - Poaceae Barnhart